# Huguenot Street (New Paltz)
Huguenot Street, en français la rue des Huguenots, est un site historique situé dans la commune de New Paltz, dans l’État de New York, aux États-Unis. Les sept maisons en pierre ont été construites au début du XVIIIe siècle par des colons protestants français et wallons qui fuyaient les persécutions en Europe. En 1678, après avoir négocié avec les amérindiens Esopus, ce petit groupe d'exilés s'installe sur une élévation au bord de la rivière Wallkill. Les colons baptisent leur village Die Pfalz en mémoire du Palatinat rhénan, une région du Refuge huguenot dans l'actuelle Allemagne. Le site est l'une des plus anciennes colonies habitées en permanence aux États-Unis.
En plus des maisons, les 4 hectares comprennent un cimetière datant du début du XVIIIe siècle, une église en pierre reconstruite de 1717, un centre d'accueil, une bibliothèque et des archives. Le site appartient et est exploité par l’association Historic Huguenot Street, qui a été fondée en 1894. En 1899, Historic Huguenot Street rachète la maison Jean Hasbrouck et en fait la première maison-musée de la rue. Dans les années 1950 et 1960, l'organisation et les associations familiales rachètent la plupart des maisons en pierre du quartier et en font des musées. Ces acquisitions sont financées en grande partie par les descendants des premiers fondateurs huguenots. La rue est inscrite au registre national des lieux historiques depuis sa création en 1966 et a été désignée monument historique national (National Historic Landmark) en 1960.  

## Maisons individuelles

### Maison Bevier-Elting

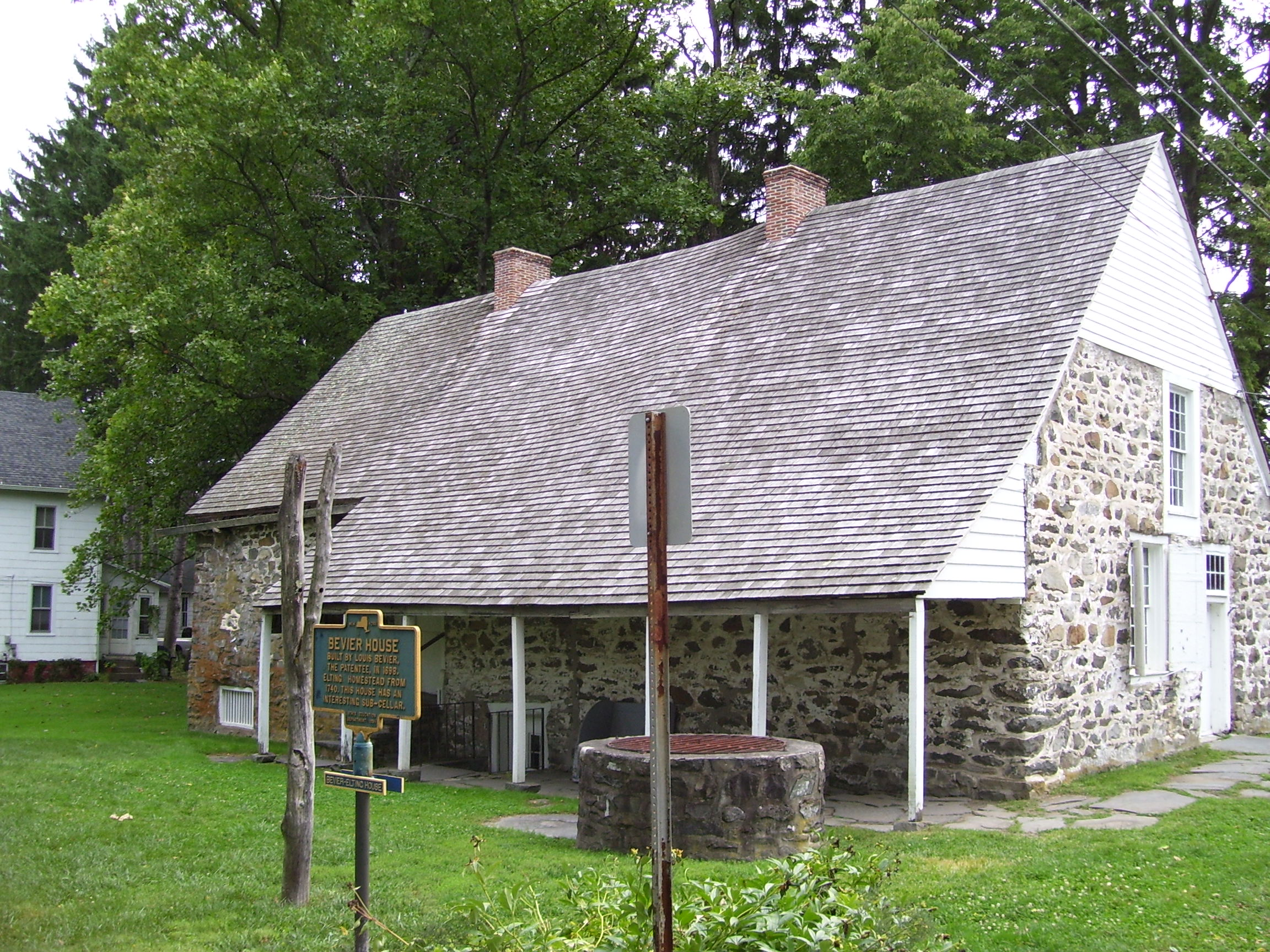
Maison Bevier-Elting

Datant du tout début du XVIIIe siècle, la maison est à l'origine un bâtiment d'une seule pièce, avec pignon sur rue. Deux agrandissements sont construits plus tard, ainsi qu'une petite cave qui servait à loger les esclaves. La maison est construite par la famille Bevier, l'une des familles fondatrices, puis vendue à la famille hollandaise Elting.

### Maison Abraham Hasbrouck

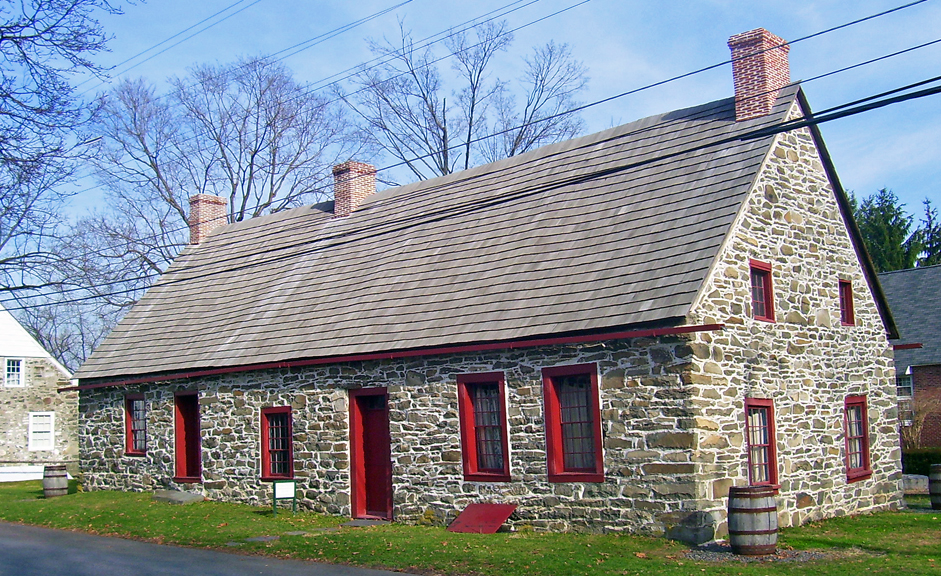
La maison Abraham (Daniel) Hasbrouck

La maison Abraham Hasbrouck est construite en trois phases dans les années 1720. La première pièce de la maison - la pièce centrale - est construite en 1721 par Daniel Hasbrouck, fils d'Abraham Hasbrouck. La date de 1721 est basée sur la dendrochronologie récente, à partir des éléments structuraux en bois. Cette maison représente une innovation du Nouveau Monde dans l'architecture de style hollandais. Les premières maisons de la région néerlandaise de New York, par exemple à New Amsterdam, Albany et Kingston, ont été construites dans la tradition des villes néerlandaises, avec les pignons sur rue. La structure de base de la maison se compose d'une série de courbures en H qui répartissent le poids de la maison sur toute l'étendue. La maison d'origine, d'une seule pièce présentait plusieurs éléments déterminants de l'architecture hollandaise, la cheminée sans chambranle étant la caractéristique principale et la plus connue de la maison. La maison a rouvert au public en juillet 2012 après une restauration et une réinterprétation centrée sur la vie de la veuve Wyntje.

### Maison Jean Hasbrouck

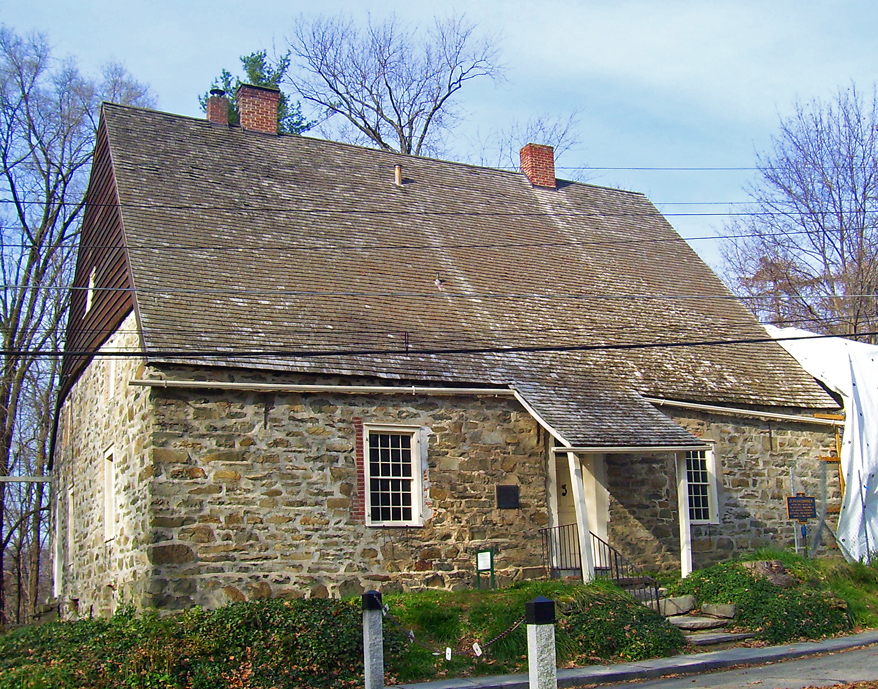
La maison Jean Hasbrouck

Également construite en 1721 par le fils de Jean, Jacob (et incorporant peut-être des éléments d'une ancienne maison construite par le fondateur de New Paltz, Jean Hasbrouck), cette maison est un excellent exemple de l'architecture hollandaise de la vallée de l'Hudson et la pièce maîtresse de la rue historique Huguenot. Un monument historique national à part entière, il possède la seule cheminée originale sans chambranle de toutes les maisons de la rue Huguenot, et est l'un des rares exemples survivants dans ce qui était autrefois la Nouvelle-Hollande.
En 2006, le mur nord de la maison a été soigneusement démonté, réparé et reconstruit. Des reproductions de fenêtres à battants de style hollandais ont été installées. La restauration intérieure a suivi, aboutissant à une maison qui est un excellent exemple de la façon dont une famille confortable de la région vivait au milieu du XVIIIe siècle.

### Fort DuBois

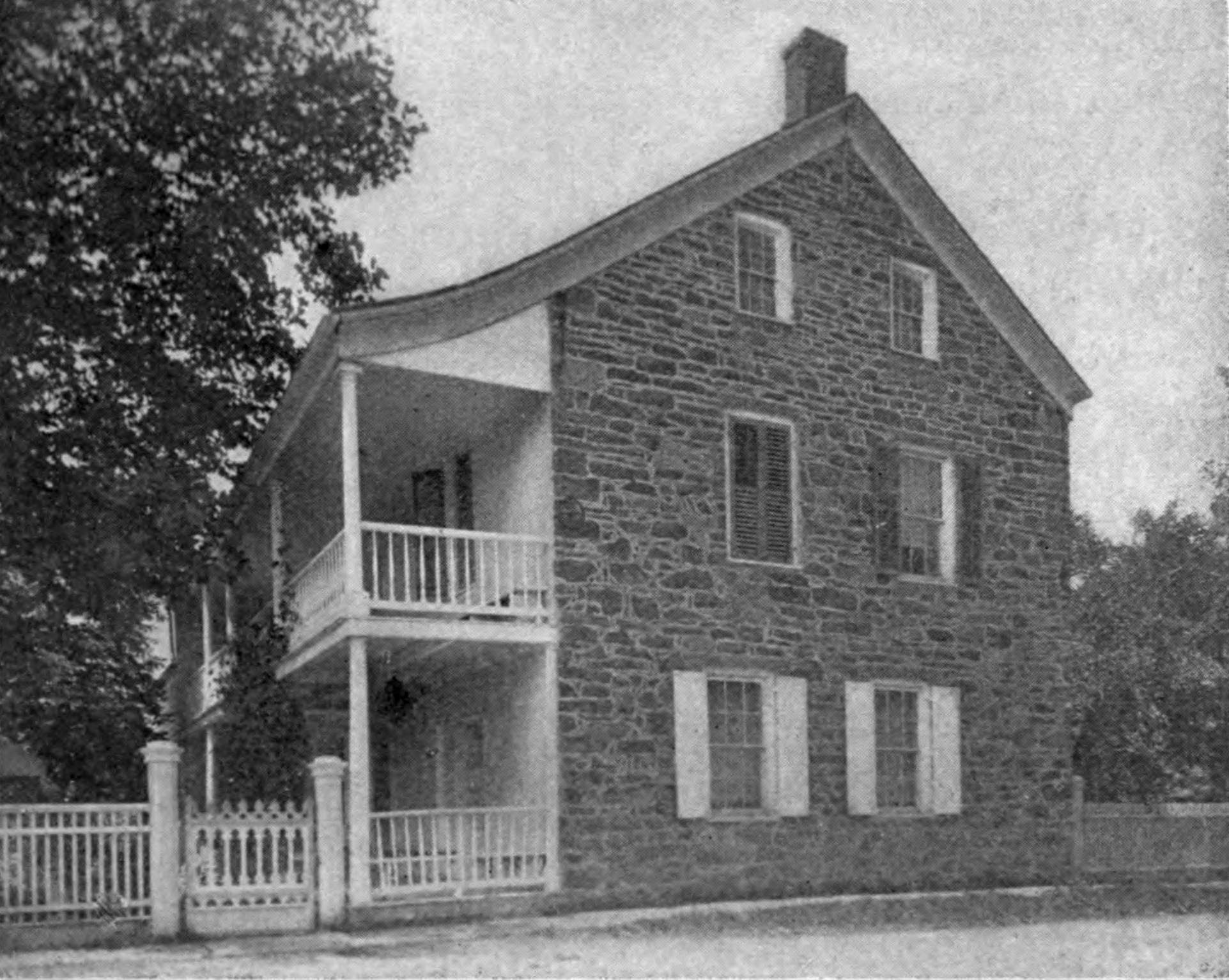
Louis DuBois House (alias le DuBois Fort) construit en 1705. Photographié vers 1900.

Construit vers 1705 pour la famille DuBois, il aurait pu servir de lieu fortifié pour la protection de la petite communauté. Le bâtiment est agrandi à sa taille actuelle à la fin des années 1830. Certains historiens et antiquaires pensent que la présence de "sabords d'armes à feu" en a fait un fort, mais il n'y a aucune preuve de la présence de tels hublots avant le XIXe siècle. Le fort DuBois sert actuellement de centre d'orientation et de boutique de cadeaux, ainsi que de lieu pour des événements spéciaux. Les clients peuvent acheter leurs billets d'entrée et leurs adhésions dans ce bâtiment. Au cours des 300 dernières années, il a également été utilisé comme résidence et restaurant.

### Maison Freer
La Freer House est l'une des six maisons en pierre du XVIIIe siècle appartenant à Historic Huguenot Street. Il a été modifié à divers endroits au cours de ses quelque 250 années d'occupation, ses modifications majeures les plus récentes ayant eu lieu en 1943 lorsqu'il a été acheté par le pasteur John Wright Follette, un descendant direct de son constructeur d'origine, Hugo Freer. Au fil des ans, l'intérieur a été modernisé dans une idée du XXe siècle d'une maison coloniale. Cette maison n'est pas ouverte au public actuellement.

### Maison Deyo

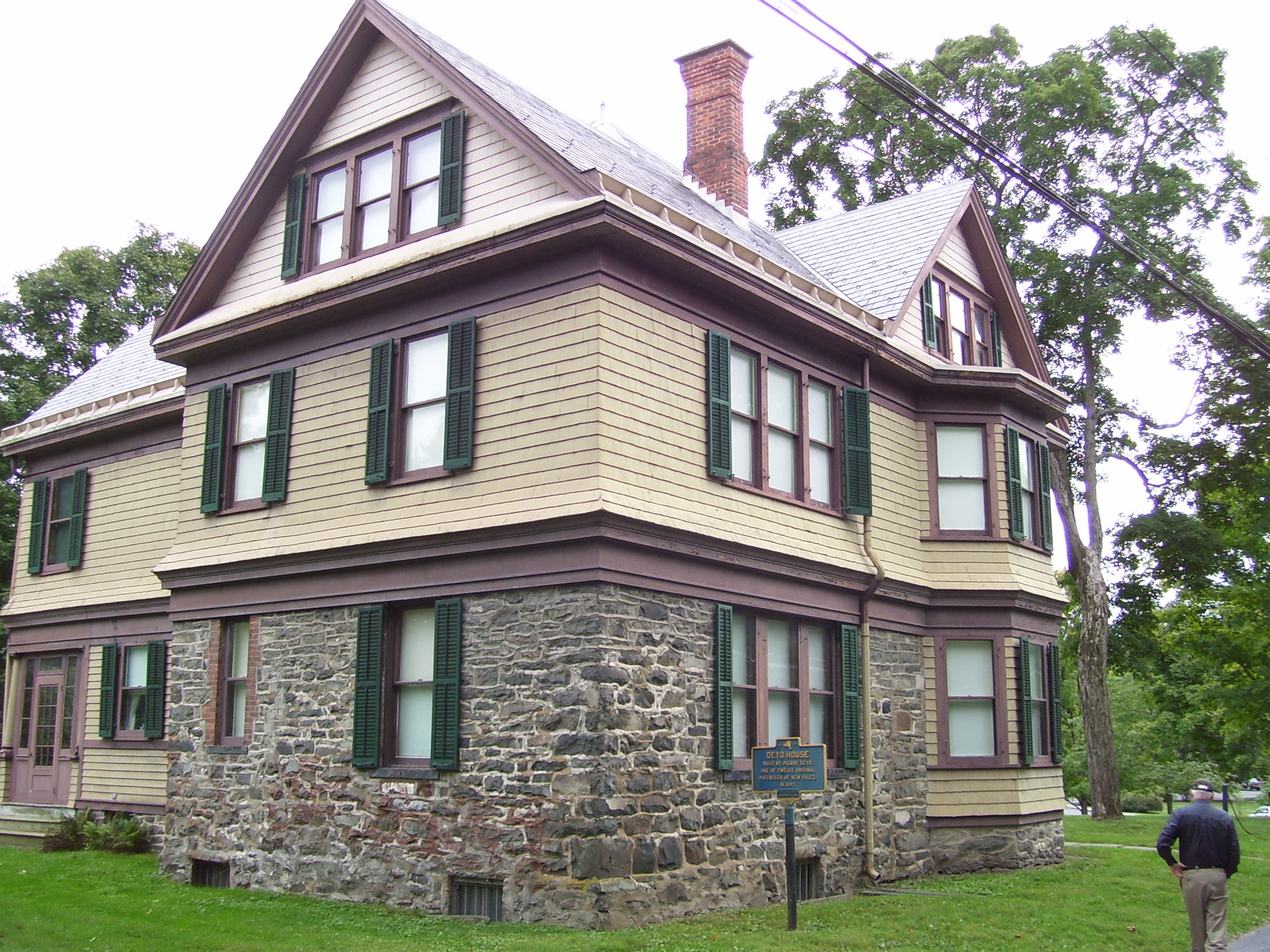
Deyo House (vers 1720) avec un grand ajout du XIXe siècle

La partie originale de la maison a été construite vers 1720 par Pierre Deyo. D'abord maison d'une seule pièce, a ensuite été agrandi à deux pièces, et finalement à trois lorsqu'un ajout en pierre a été ajouté à l'arrière par le petit-fils de Pierre, Abraham. Le plan de cette maison a radicalement changé lorsque, au plus fort du mouvement néo-colonial, deux descendants de Pierre Deyo, Abraham et Gertrude Brodhead, ont hérité de la maison. Voulant vivre dans la rue de leurs ancêtres mais voulant aussi une maison moderne et gracieuse qui reflète leur richesse, les Brodhead ont partiellement démantelé la maison en pierre d'origine et ont construit une grande maison Queen Anne autour d'elle en 1894. Ils ont également considérablement modifié leur propriété environnante, transformant essentiellement une petite ferme de village en un mini-domaine joliment aménagé et paysager. La maison a quitté la propriété de la famille Deyo pour la première fois en 1915. C'était une maison privée jusqu'en 1971, date à laquelle elle a été achetée par l'Association de la famille Deyo et donnée pour être ouverte au public en tant que maison-musée. La maison a été récemment restaurée en 2003 et présente des intérieurs datant d'environ 1915.

### Église mémorielle wallonne de Crispell

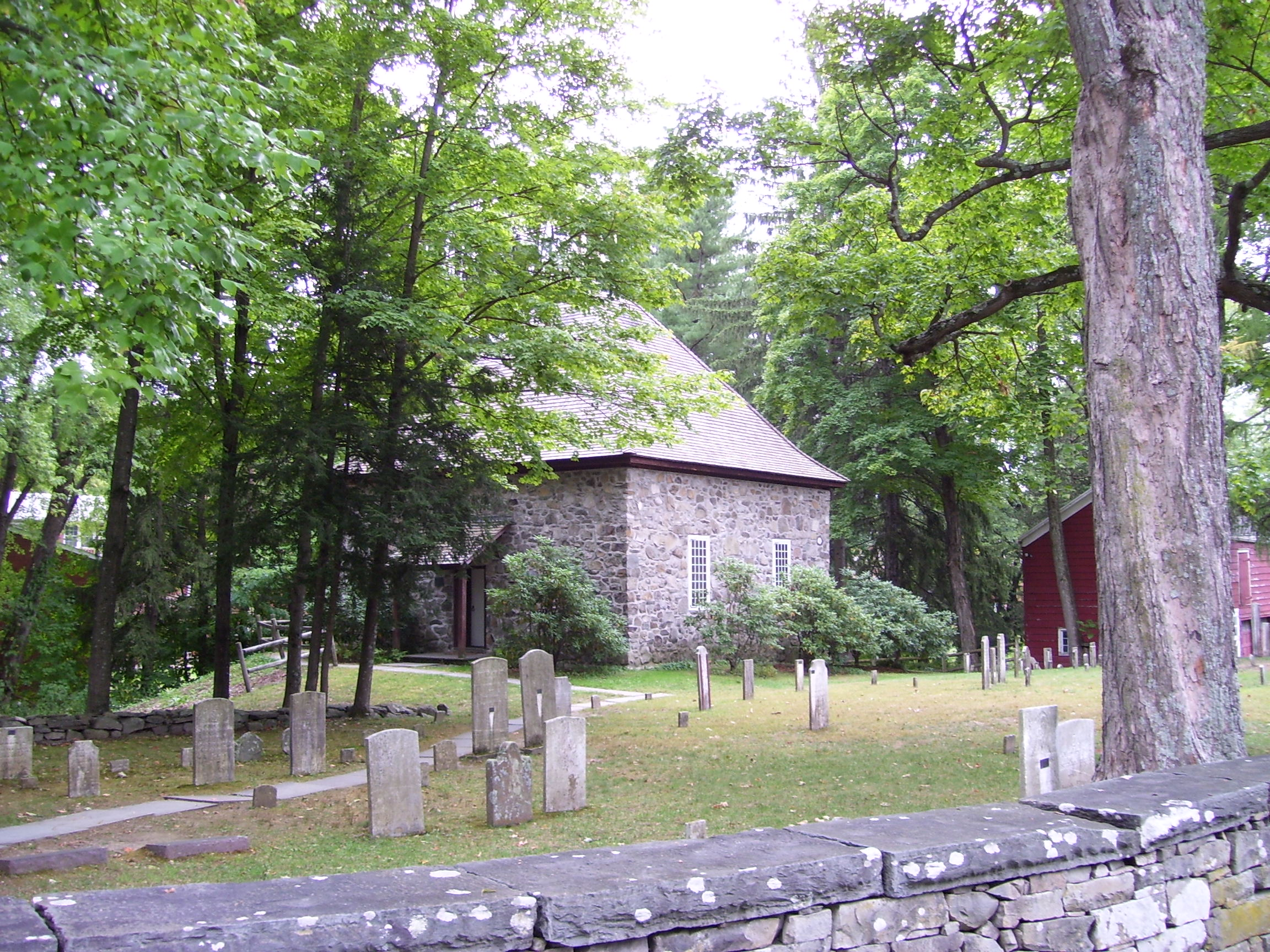
Temple protestant wallon de 1717 reconstituée et cimetière

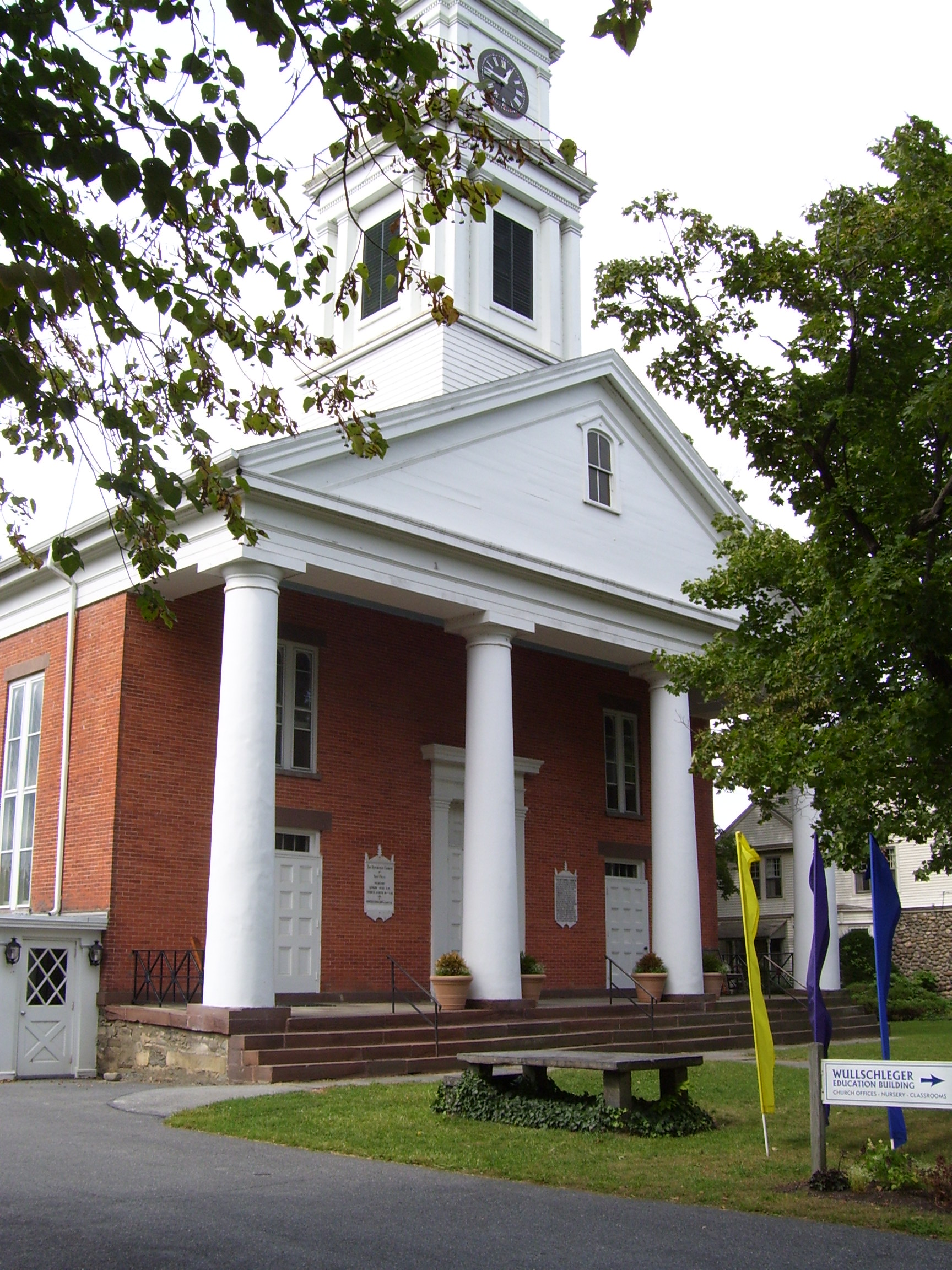
Église actuelle (1839) utilisée par la congrégation réformée fondée en 1678

Depuis la fondation de la communauté, quatre sanctuaires ont été construits sur ce qu'on appelle aujourd'hui la rue Huguenot. Les protestants francophones qui se sont installés à New Paltz ont construit leur premier temple en 1683 - un simple bâtiment en rondins. Celui-ci a été remplacé en 1717 par un simple bâtiment carré en pierre qui reflétait la permanence de la colonie. Le bâtiment existant dans le cimetière est une reconstitution conjecturale du bâtiment de 1717, près de son emplacement d'origine.
Au fur et à mesure que la communauté de New Paltz augmentait en taille tout au long du XVIIIe siècle, une église plus grande devint nécessaire. Une deuxième église en pierre a été construite en bas de la rue en 1772. Devenue trop petite, elle fut démolie et remplacée par une troisième église construite en 1839. Cette église survit aujourd'hui et abrite une congrégation réformée active.
L'église reconstruite est nommée en l'honneur d'Antoine Crispell, l'un des douze fondateurs ou brevetés de New Paltz. Il a été construit à la suite d'une campagne de financement menée par la Crispell Family Association. La Crispell Family Foundation a choisi de créer cette église reconstruite en l'honneur de leur ancêtre. Il a été achevé en 1972.
L'église de 1717 a été conçue pour refléter la pensée réformiste : la chaire a été placée dans un emplacement central et les bancs ont été placés de manière que tout le monde puisse voir et entendre de manière plus égale. Cela exprimait le concept que chaque personne avait une relation directe avec Dieu, plutôt qu'une relation médiatisée par une hiérarchie d'église.

### Maison LeFèvre
Construit en 1799 par Ezekiel Elting, un marchand prospère né dans la maison Bevier-Elting, ce bâtiment en pierre et en brique est assez différent des anciennes maisons en pierre de la rue Huguenot. Son architecture de style géorgien reflète la transition de New Paltz d'une colonie française et néerlandaise à une communauté anglo-américaine, et le raffinement croissant de l'architecture au cours de cette période à mesure que les colonies mûrissaient. La maison montre les changements de style architectural du début du XVIIIe siècle. Cette maison reflète les nombreux changements dans la société et la vie familiale de New Paltz au début du XIXe siècle.

### Salle Deyo
Ancienne usine de verre, Deyo Hall est le site d'événements et de salles de réunion et de toilettes publiques. Le stockage des collections est également logé dans ce bâtiment.

### Bibliothèque et archives de la maison Roosa
Situées dans la maison Roosa, la bibliothèque et les archives de la rue historique Huguenot sont un centre de recherche consacré principalement à l'histoire et à la généalogie des colons huguenots et hollandais de la vallée de l'Hudson. Il fonctionne également comme un référentiel général de l'histoire locale, quelle que soit l'appartenance ethnique ou la conviction religieuse. Les collections comprennent des généalogies familiales, des registres d'églises, de cimetières et bibliques, des testaments et des actes, des registres de recensement, des périodiques généalogiques, des histoires de comté et des publications relatives à l'ascendance huguenote. Les généalogistes, les historiens locaux et les autres parties intéressées peuvent accéder aux collections sur rendez-vous. La peinture colorée reproduit les couleurs originales de la maison en 1891.